# Діденко Валерій Антонович
Валерій Антонович Діденко (рос. Валерий Антонович Диденко, нар. 4 березня 1946, Пушкіно, Московська область, СРСР) — радянський веслувальник на байдарках, олімпійський чемпіон 1972 року, дворазовий чемпіон світу.

## Біографія
Валерій Діденко народився 4 березня 1946 року в місті Пушкіно.
Основні досягнення спортсмена пов'язані з виступами у байдарках-четвірках. Так у 1970 році він став чемпіоном світу на дистанції 1000 метрів. Через рік його екіпаж зумів захистити чемпіонський титул. На Олімпійських іграх 1972 року зумів стати олімпійським чемпіоном у байдарках-четвірках на дистанції 1000 метрів (окрім Діденка у складі екіпажу були: Юрій Філатов, Володимир Морозов та Юрій Стеценко). У 1973 на чемпіонаті світу також виступав у складі екіпажу-четвірки та став срібним призером. Після цього програв конкуренцію іншим радянським веслувальникам, та згодом завершив спортивну кар'єру.

## Виступи на Олімпійських іграх
| Олімпіада   | Дисципліна                     | Місце |
| ----------- | ------------------------------ | ----- |
| Мюнхен 1972 | байдарки-четвірки, 1000 метрів | 1     |